# Сацеллум
В древнеримской религии сацеллум — это небольшое святилище. Слово является уменьшительным от sacer («принадлежащий богу»).  Многочисленные сацеллы Древнего Рима включали в себя как святилища, поддерживаемые частными семейными владениями, так и публичные святилища. Сацеллум мог быть квадратным или круглым.
Марк Теренций Варрон и Марк Веррий Флакк описывают сацеллу способами, которые на первый взгляд кажутся противоречивыми, причём первый определяет сацеллум в целом как эквивалент целлы, который является определённо замкнутым пространством, а второй настаивает на том, что сацеллум не имеет крыши. «Ограда», однако, является общей характеристикой, крытой или нет. «Сацеллум — отмечает Йорг Рюпке, — был менее сложным и менее детально определённым, чем сам храм».
Значение может совпадать со значением сакрариума (sacrarium), места, где священные предметы (сакра, sacra) хранились или оставлялись на хранение.
Сацелла аргей, например, также называют сакрария (sacraria). В частных домах сакрарий был частью дома, где хранились изображения пенатов; ларарий был формой сакрариума для ларов. И сацеллум, и сакрариум стали использоваться в христианстве.
Другие латинские слова для храма или святилища — это aedes, aedicula, fanum, delubrum и templum, хотя это последнее слово охватывает всю территорию, прилегающую к религиозному сооружению.

## Культовое содержаниесацеллы
У каждой курии был свой собственный сацеллум, за которым наблюдали целеры, первоначально личная охрана царя, которые сохранили религиозную функцию в более поздние времена.
Дело, рассмотренное в сентябре 50 года до н. э., указывает на то, что публичный сацеллум может быть окружён частной собственностью, при том, что он останется открытым для общественности. Утверждалось, что ответчик, Аппий Клавдий Пульхр, тогдашний цензор, не смог обеспечить публичный доступ к сацеллуму на своей собственной территории.

### Список общественныхсацеллисакрарий
Приведён неполный список божеств и групп божеств, в честь которых были построены сацеллумы или сакрариумы в древнем Риме.
- Сацеллум Януса, предположительно построенный Ромулом, сацеллум был квадратным, содержал изображение бога и имел двое ворот[10].
- Сацеллум ларов[11], один из четырёх пунктов в священной границе Рима (померий), установленный Ромулом[12].
- Сакрариум Марса, в котором хранилось копьё Марса, в Регии.
- Сацеллум или aedes Геркулеса, на Бычьем форуме[13].
- Сацеллум Каки[14], сестры Какуса, побеждённого Геркулесом.
- Сацелла или сакрария аргей[15]
- Сацеллум Дианы, на меньшем Целийском холме, где сенаторы приносили ежегодные жертвы[16].
- Сацеллум или delubrum Минервы капты, "Пленной Минервы", святилище на Целийском холме, содержащее статую Минервы, украденную у Фалерий, когда этот город был взят римлянами в 241 году до н. э.[17]
- Сацеллум Юпитера Фагуталиса, в Лукусе[англ.] Fagutalis ("Буковой роще") на Эсквилинском холме[18].
- Сацеллум Нении Деа;[19]
- Сацеллум Пудицитии Патриции[англ.][20].
- Сацеллум Мурции, у подножия Авентинского холма[21].

## Провинциальное и последующее использование
В рукописи из Санкт-Галленского аббатства сацеллум обозначается как древнеирландский немед, галльский неметон, первоначально священная роща или пространство, предназначенное для религиозных целей, а позднее здание, используемое для таких целей. В христианской архитектуре отсутствие крыши перестаёт быть определяющей характеристикой, и слово может быть применено к маленькой часовне, отделённой завесой от основного корпуса церкви, в то время как итальянская сачелло (sacello) может быть как маленькой часовней, так и ораторией, которое стоит как отдельное здание.